# Pilumnoides
Famille
Genre
Pilumnoides est un genre de crabes, le seul de la famille des Pilumnoididae. Il comprend huit espèces.

## Liste des espèces
- Pilumnoides coelhoi Guinot & Macpherson, 1987
- Pilumnoides hassleri A. Milne Edwards 1880
- Pilumnoides inglei Guinot & Macpherson, 1987
- Pilumnoides monodi Guinot & Macpherson, 1987
- Pilumnoides nudifrons (Stimpson, 1871)
- Pilumnoides perlatus (Poeppig, 1836)
- Pilumnoides rotundus Garth, 1940
- Pilumnoides rubus Guinot & Macpherson, 1987

## Référence
- Milne Edwards & Lucas, 1844 : Crustacés. Voyage dans l’Amérique méridionale (le Brésil, la république orientale de l’Uruguay, la république Argentine, la Patagonie, la république du Chili, la république de Bolivie, la république du Pérou), exécutée pendant les années 1826, 1827, 1828, 1829, 1830, 1831, 1832 et 1833. vol. 6, n. 1, p. 1–37.
- Guinot & Macpherson, 1987 : Révision du genre Pilumnoides Lucas, 1844, avec description de quatre espèces nouvelles et création de Pilumnoidinae subfam. nov. (Crustacea Decapoda Brachyura). Bulletin du Muséum national d’Histoire naturelle, Section A, Zoologie, Biologie et Écologie Animales, ser. 4, vol. 9, n. 1, p. 211–247.

## Sources
- Ng, Guinot & Davie, 2008 : Systema Brachyurorum: Part I. An annotated checklist of extant brachyuran crabs of the world. Raffles Bulletin of Zoology Supplement, n. 17 p. 1–286.